# Carlo Bollani

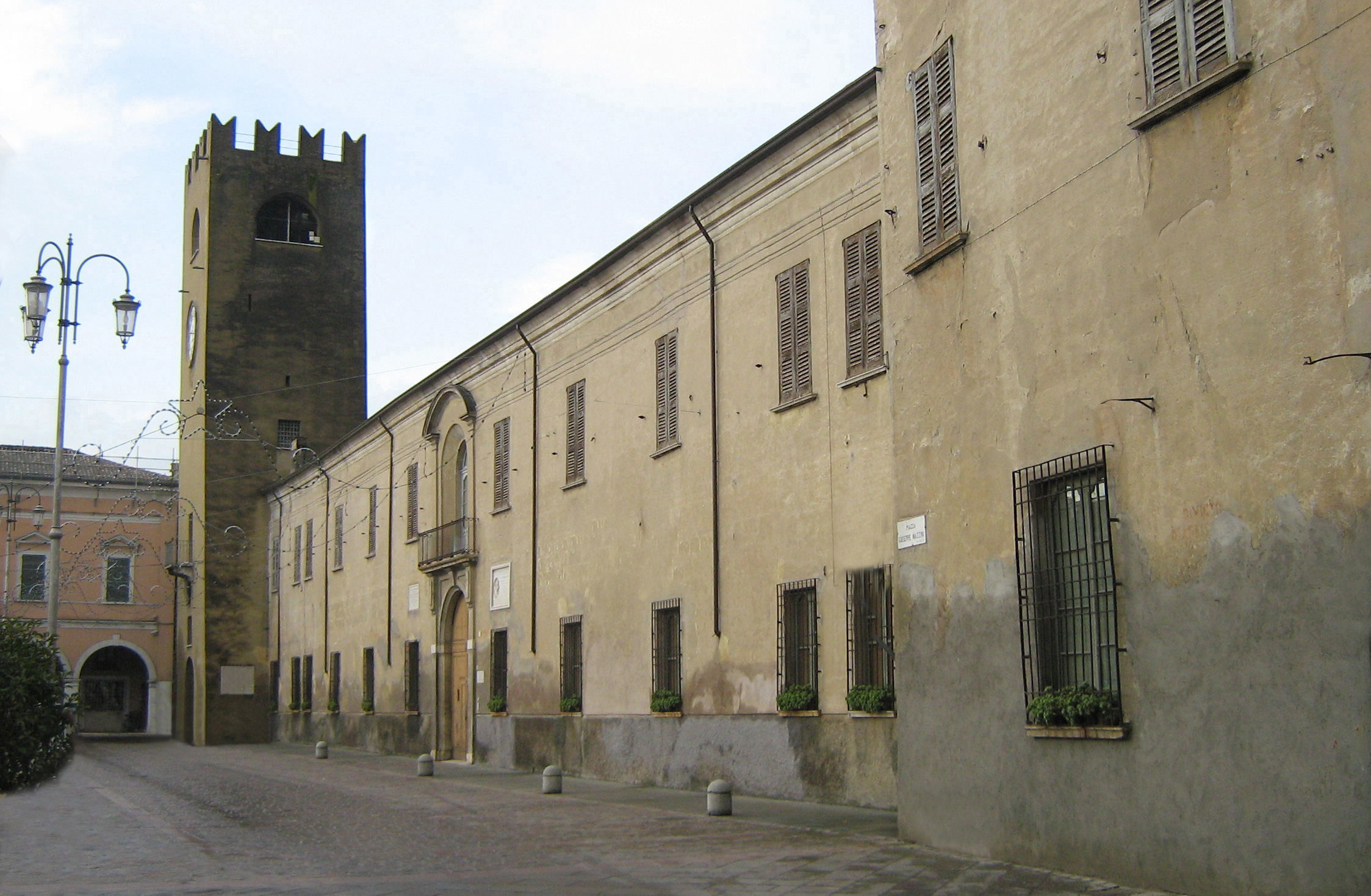
Castel Goffredo, palazzo Gonzaga-Acerbi con la torre civica.

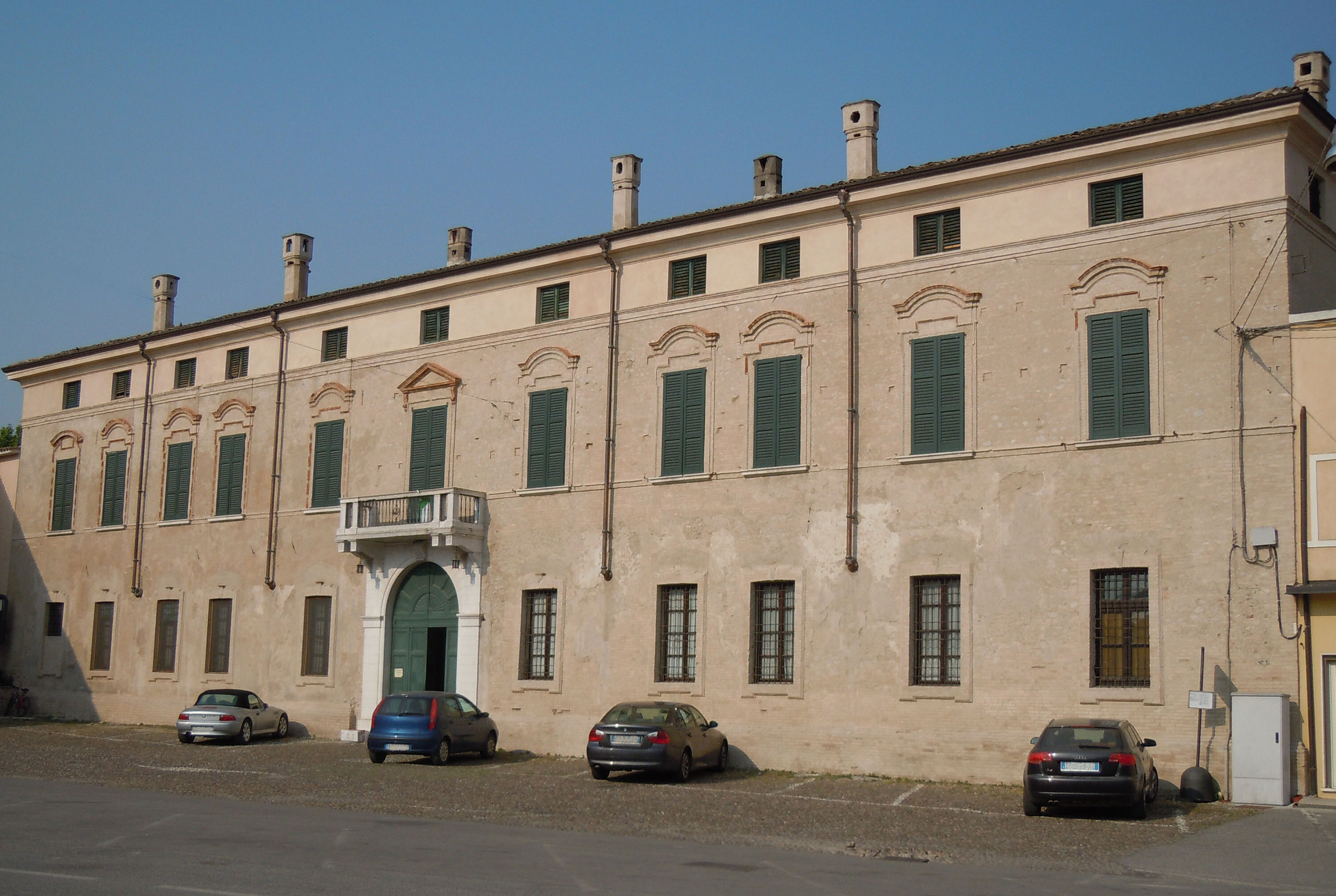
Medole, Palazzo Scaratti-Minelli.

Carlo Bollani (Blessagno, ... – Castiglione delle Stiviere, 9 agosto 1808) è stato un architetto italiano.

## Biografia
Era figlio di Abbondio Bollani e di Lucia Pinchetti.
Dal 1761 venne registrato tra i cittadini di Castiglione delle Stiviere, dove ricoprì la carica di cancelliere censuario e architetto imperiale. Nel 1759 redasse una mappa dettagliata della città, contenente i vari tipi di coltivazione dei terreni e i principali edifici.
Morì nel 1808.

## Opere
- Riedificazione del Duomo di Castiglione delle Stiviere, coadiuvato dal capomastro Gian Battista Groppi, 1761-1781
- Rifacimento del palazzo Gonzaga-Acerbi di Castel Goffredo, coadiuvato dall'architetto Gaspare Turbini, seconda metà del XVIII secolo
- Intervento architettonico a Palazzo Scaratti-Minelli di Medole, seconda metà del XVIII secolo